# 100mm protitankový kanón T-12
100mm protitankový kanón T-12 je protitankový kanón vyvinutý v 50. letech. Jeho Index GRAU je 2A19. T-12 byl zaveden v sovětské armádě v roce 1961 a byl typicky nasazován v protitankových jednotkách obrněných a motostřeleckých pluků k ochraně proti protiútokům při rychlých postupech. Dále se používá k boji s obrněnými pohyblivými cíli.
Postupně nahradil 85mm protitankový kanón D-48 a 100mm polní kanón M1944 (BS-3)) a zúčastnil se všech velkých konfliktů v druhé polovině 20. století jako válka ve Vietnamu a různé střety mezi arabskými státy a Izraelem. Z velké části jej postupně nahrazuje jeho další vývojový stupeň MT-12. 